# Chirurgie fin de siècle
Chirurgie fin de siècle je francouzský němý film z roku 1900. Režisérkou je Alice Guy (1873–1968). Film trvá zhruba dvě minuty a je volným dílem. Není známo, kdo je herečka účinkující ve filmu.

## Děj
Film zachycuje chirurgický zákrok, při kterém je pacientovi amputována prává ruka a noha. Dva asistenti chirurga se nechtějí se situací smířit a donesou do operačního sálu „náhradní díly“, které pacientovi přilepí k tělu. Poté pacienta probudí a on začne zběsile tancovat. (Pro scénu s amputací a přilepením končetin byla samozřejmě využita mužská figurína.)